# Hymenocallis choretis
Hymenocallis choretis är en amaryllisväxtart som beskrevs av William Botting Hemsley. Hymenocallis choretis ingår i släktet Hymenocallis och familjen amaryllisväxter. Inga underarter finns listade i Catalogue of Life.